# Teoria matemática da administração
Teoria matemática da administração é a parte das teorias da administração de empresas, utilizadas na teoria da administração para fins de estudo. Faz parte da abordagem sistêmica da administração, juntamente com a teoria de sistemas e a cibernética e administração.

## Vantagens dos modelos Matemáticos
A teoria da matemática da administração tem como seus objetivos, simular situações de resolução de problemas que poderão surgir dentro de um processo organizacional e em suas tomadas de decisões. 
Uma simulação real, envolvendo a estatística de um processo, capaz de estabelecer índices conclusivos para resolução de situações futuras e avaliação da probabilidade de sua ocorrência. Tem como característica dar diversas alternativas e escolhas nas tomadas de decisões emergenciais que possam surgir dentro da organização, considerando seus pontos de risco.
Esta teoria não requer somente dados que sejam quantificáveis, mas também suposições de variáveis lineares (fatores com limitações os fatos).
- Permitem o entendimento dos fatos de uma forma melhor que a descrição verbal.
- Descobrem relações existentes entre vários aspectos do problema, não percebidas na descrição verbal.
- Permitem tratar o problema em seu conjunto e com todas as variáveis simultaneamente.
- Podem ser aplicados por etapas e considerar outros factores não descritos verbalmente.
- Utilizam técnicas matemáticas e lógicas.
- Conduzem a soluções quantitativas.
- Permitem uso de computadores para processar grandes volumes de dados.

### Teoria dos Jogos
Propõe uma formulação matemática para a análise dos conflitos. Este conceito de conflito envolve uma oposição de forças ou de interesses ou de pessoas que origina uma seção dramática. No entanto essa oposição não se dá de forma imediata e explícita mas a partir da formação e do desenvolvimento de uma situação, até se chegar a um ponto mais ou menos irresistível, onde se desencadeia a ação dramática. Uma situação de conflito é sempre aquela em que um ganha e outro perde, pois os objetivos visados são indivisíveis e incompatíveis pela sua própria natureza. A teoria dos jogos é aplicada apenas aos tipos de conflitos que envolvam disputa de interesses entre dois ou mais intervenientes, na qual cada parceiro, em determinado momento, pode ter uma variedade de ações possíveis, delimitadas. Contudo, pelas regras do jogo, o número de estratégia disponível é finito e, portanto, enumerável. Cada estratégia descreve o que será feito em qualquer situação. Conhecidas as estratégias possíveis dos jogadores, podem-se estimar todos os resultados possíveis. Tem como base o pressuposto do conflito de interesses e ações entre duas ou mais partes interessadas.

#### Teoria das filas de espera
Refere-se à otimização de arranjos em condições de aglomeração. Cuida dos pontos de estrangulamento, dos tempos de espera, ou seja, das demoras verificadas em algum ponto de serviço. A situação ocorre quando clientes desejam prestação de serviços. Quando cada cliente se aproxima do ponto de serviço, ocorre um período de prestação de serviço que determina quando o cliente se retira. Os outros clientes que chegam, enquanto o primeiro esta sendo atendido, esperam a sua vez, isto é, forma uma fila. Os pontos de interesse da teoria das filas são: o tempo de espera do cliente, o número de clientes na fila e a razão entre o tempo de espera e o tempo de prestação de serviço. As técnicas matemáticas que utiliza são extremamente variadas. A teoria das filas é aplicável em analise de trafego, como no trânsito viário em situações de congestionamento ou de gargalos, no dimensionamento de caixas de atendimento nas agências bancárias ou em supermercados

#### Teorias dos grafos
Da teoria dos grafos, derivam das técnicas de planejamento e programação por rede CPM (Critical Path Method – método do caminho critico) e PERT (Técnica de avaliação e estudos de programas).

#### Programação linear
É uma técnica de solução de um problema que requer a determinação dos valores para as variáveis de decisão que aperfeiçoam um objetivo a ser alcançado sem violar um conjunto de limitações ou restrições tais problemas envolvem normalmente alocação de recurso e sempre envolvem relações lineares entre as variáveis de decisão, o objetivo e as restrições. Como no estudo do melhor percurso econômico de um caminhão de entrega de botijões de gás em um determinado bairro, no estudo do melhor percurso econômico de uma frota de caminhões de distribuição de cerveja e refrigerantes entre diversos bares e restaurantes.
- Características:

Preocupa-se em alcançar uma ótima posição em relação a certo objetivo.
Supõe a escolha entre varias alternativas ou combinações apropriadas dessas alternativas
Considera certos limites ou obrigações no interior dos quais se devem alcançar necessariamente a decisão.
Não somente requer que as variáveis sejam quantificáveis, mas que ao mesmo tempo haja suposições de que entre as diversas variáveis haja relações lineares.

#### Programação não linear
É uma técnica análoga à programação linear, porém não há necessidade da linearidade na função objetivo em si e nas suas restrições. Geralmente exigi-se que a função objetivo seja diferenciável e que as restrições formem um conjunto convexo, passível de cálculo, e que as tornem nessa programação não linear (de curvas, representadas por curvas matemáticas conhecidas, como parábolas, hipérboles e outras), em linear ou quase - lineares, onde, então inicia-se a Probabilidade e a estatística

#### Probabilidade e estatística
Permitem a obtenção de informações possíveis com base nos dados disponíveis.

#### Programação dinâmica
É aplicada em problemas que possuem varias fases inter-relacionadas, onde se deve adotar uma decisão adequada a cada uma das fases, sem perder de vista, porem, o objetivo último. Somente quando o efeito de cada decisão for determinado é que poderá ser efetuada a escolha final. Por exemplo, simplificando o exemplo de um motorista que deseja ir de um ponto a outro, devendo ainda interromper a viagem para almoçar. Normalmente, o motorista soluciona esse problema por fases. Primeiramente, seleciona vários locais intermediários nos quais poderá fazer a refeição. Em seguida, determina o ótimo trajeto de seu ponto de partida para cada local intermediário ate seu ponto de chegada. A menor distancia determina o melhor ponto intermediário. Sua primeira decisão consiste em selecionar o local da refeição e a segunda, o melhor trajeto para esse local.mas ambas as soluções estará a preocupação ultima de procurar o menor percurso.
Adequado para tratar de problemas que envolvem varias fases inter-relacionadas, considerando o impacto das decisões para o objetivo final.